# Caçcastèl
Caçcastèl de las Corbièras (en francès Cascastel-des-Corbières) és un municipi francès situat al departament de l'Aude i a la regió d'Occitània.

## Personatges il·lustres
- Joseph Gaspard de Pailhoux de Cascastel (Tolosa de Llenguadoc, 1726 - Caçcastel, 1808), empresari minaire i alcalde